# Hicham-Stéphane Afeissa
Hicham-Stéphane Afeissa, né le 7 avril 1972 à Dijon, est un philosophe et écrivain français.
Il est également professeur de philosophie.

## Biographie
Hicham-Stéphane Afeissa est Professeur agrégé et docteur en philosophie. Auteur d'une douzaine de livres, il est également traducteur à partir de l'anglais et de l'allemand, et signe des chroniques littéraires pour le site de Nonfiction.fr. depuis 2008.
Ses premiers travaux portent sur la philosophie kantienne et la phénoménologie d'Edmund Husserl. Il soutient une thèse de doctorat de philosophie intitulée L'habitant du monde selon Kant et Husserl sous la direction de Jean-Jacques Wunenburger le 10 juillet 2012 à Lyon 3.
Il obtient par la suite une seconde thèse de doctorat, cette fois-ci en géosciences et environnement, sur le sujet « La fin du monde et de l'humanité. Essai de généalogie du discours écologique », sous la direction de Dominique Bourg, soutenue publiquement le 10 avril 2014 à l'université de Lausanne, qui reçoit le Prix de thèse 2014 de cette université et est publiée la même année aux Presses universitaires de France.
Hicham-Stéphane Afeissa se spécialise alors en philosophie de l'environnement et en philosophie animale.
Son ouvrage Esthétique de la charogne (2018), préfacé par Luiz Marques (Professeur d'histoire de l'art à l'université de Campinas, à Sao Paulo), présente une vaste histoire de l'art de la charogne et des illustrations anatomiques dans le cadre d'une recherche relevant de l'esthétique environnementale.

## Publications
- Ethique de l'environnement. Nature, valeur, respect, Paris, Vrin, 2007.
- Ecosophie. La philosophie à l'épreuve de l'écologie, Paris, Editions MF, 2009  (ISBN 2915794421).
- Qu'est-ce que l'écologie ?, Paris, Vrin, 2009.
- La communauté des êtres de nature, Paris, Editions MF, 2010.
- Philosophie animale. Différence, responsabilité et communauté, Paris, Vrin, 2010.
- Portraits de philosophes en écologistes, Bellevaux, Editions Dehors, 2012.
- Nouveaux fronts écologiques. Essais d'éthique environnementale et de philosophie animale, Paris, Vrin, 2012.
- Des verts et des pas mûrs. Chroniques d'écologie et de philosophie animale, Paris, PUF, 2013.
- La fin du monde et de l'humanité : Essai de généalogie du discours écologique, Paris, PUF, 2014[3],[4],[5].
- Esthétique de l'environnement : Appréciation, connaissance et devoir, Paris, Vrin, 2015[6].
- Esthétique de la charogne, Belleveaux, Editions Dehors, 2018[7],[8],[9],[10],[11]
- Manifeste pour une écologie de la différence, Bellevaux, Editions Dehors, 2021[12],[13],[14],[15]
- L'Apocalypse des animaux. Cinq essais sur l'oeuvre d'Eric Chevillard, Paris, L'Harmattan, 2023.
- L'Ardeur des pillards. Essais de philosophie environnementale et animale, Belleveaux, Editions Dehors, 2024.